# 大南山 (粤东山脉)
大南山，位于中国广东省汕头市潮南区、普宁市、揭阳市惠来县交界处，是粤东山脉莲花山的延续。东西方向最长约50多公里，南北方向最宽为30多公里，面积1000平方公里左右。在潮南区境内最高峰为海拔521米的雷岭峰，普宁境内最高峰为海拔972米的望天石峰。大南山内有省级广东大南山森林公园以及多个文物旅游景点。